# Kay Yow
Sandra Kay Yow, née le 14 mars 1942 à Gibsonville, en Caroline du Nord et décédée le 24 janvier 2009 à Cary, en Caroline du Nord, d'un cancer du sein est une entraîneuse américaine de basket-ball.

## Palmarès
Entraîneuse
- Championne du monde 1986
- Championne olympique 1988
- Intronisée au Basketball Hall of Fame en 2002
- Intronisée au Women's Basketball Hall of Fame en 2000